# مصطفی شجاعی
مصطفی شجاعی (زاده ۷ فروردین ۱۳۶۲ - کرمان) بازیکن فوتبال اهل ایران است.
وی سابقه بازی در تیم‌های سپاهان نوین، فولاد نطنز، مس کرمان و ذوب‌آهن اصفهان را دارد.